# Gargoyle's Quest
Gargoyle's Quest: Ghosts'n Goblins, conocido en Japón como Reddo Arīmā Makaimura Gaiden (レッドアリーマー 魔界村外伝?  traducible como "Red Arremer: La historia paralela de la aldea del infierno") es un videojuego de acción/plataformas con scroll lateral, y también algunos elementos de rol, de la compañía Capcom. Fue publicado originalmente para Game Boy, el 2 de mayo de 1990 en Japón, en julio de ese año en Norteamérica y en 1991 en Europa. El personaje principal Red Arremer (Firebrand en América) había hecho su debut en la serie de videojuegos Ghosts'n Goblins. Gargoyle's Quest tuvo dos secuelas: una en 1992 para NES titulada Gargoyle's Quest II y otra en 1994 para SNES titulada Demon's Crest. El juego fue lanzado para la Nintendo Switch Online en febrero de 2023.